# سیارک ۱۶۸۷۸
سیارک ۱۶۸۷۸ (به انگلیسی: 16878 Tombickler، نامگذاری:1998BL9) شانزده هزار و هشتصد و هفتاد و هشتمین سیارک کشف شده‌است که در ۲۴ ژانویه ۱۹۹۸ کشف شد.
قدر مطلق سیارک برابر ۱۳٫۱۰ است.